# Martha Issová
Martha Issová talvolta accreditata come Martha Issa (Praga, 22 marzo 1981) è un'attrice ceca.
È figlia dell'attrice Lenka Termerová e del regista Moris Issa e cugina dell'attrice Klára Issová.
Ha avuto due figlie con il regista David Ondříček. È attiva come attrice cinematografica, televisiva e teatrale.

## Filmografia

### Cinema
- Početí mého mladšího bratra - regia di Vladimír Drha (2000)
- Tajnosti - Regia di Alice Nellis (2007)
- Sedmero krkavců - regia di Alice Nellis (2015)
- La signora dello zoo di Varsavia - regia di Niki Caro (2017)
- Resistance - La voce del silenzio - regia di Jonathan Jakubowicz (2020)
- Zátopek - regia di David Ondříček (2021)
- Buko - regia di Alice Nellis (2022)

### Televisione
- Dobrá čtvrť - Serie TV (2005)